# George King Raudenbush
George King Raudenbush (* 13. März 1899 in Jersey Shore; † 26. Mai 1956 in San Diego) war ein US-amerikanischer Violinist und Dirigent.

## Leben und Werk
George King Raudenbush studierte in Detroit und Boston, wo er unter anderem Schüler von George Chadwick war.
Er gab als Violinist 1921 sein Debüt in New York. Dann wirkte er als Violinist im New York Symphony Orchestra. 1931 war er an der Gründung des Harrisburg Symphony Orchestra beteiligt, das er ab diesem Zeitpunkt bis 1950 leitete.